# Woomera (kastträ)
Woomera är ett australienskt kastträ. En Woomera är vanligtvis 61 till 91 cm (2 till 3 fot) lång.